# A River Runs Through It
A River Runs Through It (El río de la vida en España y Nada es para siempre en Argentina, Perú y Venezuela) es una película estadounidense dramática de 1992 dirigida por Robert Redford y protagonizada por Craig Sheffer, Brad Pitt, Tom Skerritt y Brenda Blethyn. Fue galardonada con el Premio Oscar 1993 a la Mejor Fotografía.

## Sinopsis
Missoula, Montana, 1926. Dos hermanos crecen en su pequeña casa de campo con su padre y su madre. De pequeños ya se les veía diferentes. Se distancian mucho más cuando uno de ellos va a estudiar a la ciudad y el otro se queda ahí; este hecho despierta viejas rencillas y los enfrentamientos son prácticamente continuos entre los dos.

## Reparto
| Actor                | Personaje         |
| -------------------- | ----------------- |
| Craig Sheffer        | Norman Maclean    |
| Brad Pitt            | Paul Maclean      |
| Tom Skerritt         | Reverendo Maclean |
| Brenda Blethyn       | Sra. Maclean      |
| Emily Lloyd          | Jessie Burns      |
| Edie McClurg         | Sra. Burns        |
| Stephen Shellen      | Neal Burns        |
| Joseph Gordon-Levitt | Joven Norman      |

## Producción
Aunque la película transcurre en el río Blackfoot en Missoula (Montana) y alrededores, el rodaje tuvo lugar en el suroeste de Montana en las ciudades de Bozeman y Livingston, y en los alrededores del Parque nacional de Yellowstone. Los ríos filmados son el río Gallatin y el río Boulder. La cascada que aparece en la película es Granite Falls en el estado de Wyoming.
Elmer Bernstein compuso para la película música que después no se emplearía.

## Otros premios
- Kinema Junpo Awards 1994: al mejor filme extranjero (Robert Redford).
- USC Scripter Award 1993: al mejor guion (Richard Friedenberg).
- Young Artist Awards 1993: al mejor actor infantil (Joseph Gordon-Levitt).